# Shamin Ahmad Faruqi
Shamin Ahmad Faruqi ( 1933 ) es un botánico libio, desarrollando su actividad académica en el Departamento de Botánica, Facultad de Ciencias, Universidad de Fateh, Trípoli, Libia.

## Algunas publicaciones
- shamin a Faruqi, gardiner Bump, p.c. Nanda, glen c. Christensen. 1960. A study of the seasonal foods of the Black Francolin [Francolinus francolinus (L.)], the Grey Francolin [F. pondicerianus (Gmelin)], and the Common Sandgrouse (Pterocles exustus Temminck) in India and Pakistan. J. of the Bombay Natural History Society 57 ( 2 ): 354-361
- shamin a. Faruqi, imy v. Holt. 1961.  Studies of Teretology in Heliotropium curassavicum L. Proc. of the Oklahoma Acad. of Sci. 41 : 19-22 leer
- 1962.  Studies of Leaf Epidermis in Bothriochloa, Capillipedium, and Dichanthium. Proc. of the Oklahoma Acad. of Sci. 42 : 26-30 leer
- Ali, s.i.; s.a. Faruqi. 1969. Hybridization in Acacia nilotica Complex. Pak. J. Bot., 1: 119- 128
- Quresh, h.b.; s.a. Faruqi. 1970. Genetic system in Rhynchosia minima and R. memnonia. (Leguminosae). Pak. J. Bot., 2: 65-82
- 1980. Studies on Libyan Grasses VI. An Annotated Catalogue and Key to the Species. Willdenowia 10 ( 2 ): 171-225

- La abreviatura «Faruqi» se emplea para indicar a Shamin Ahmad Faruqi como autoridad en la descripción y clasificación científica de los vegetales.[1]

- «Shamin Ahmad Faruqi». Índice Internacional de Nombres de las Plantas (IPNI). Real Jardín Botánico de Kew, Herbario de la Universidad de Harvard y Herbario nacional Australiano (eds.).
- Wikispecies tiene un artículo sobre Shamin Ahmad Faruqi.

- Datos: Q5643250

1. ↑  Todos los géneros y especies descritos por este autor en IPNI.